# Mesoleius urbanus
Mesoleius urbanus là một loài tò vò trong họ Ichneumonidae.